# سهمگین‌مرغ
سهمگین‌مرغ (نام علمی: Gastornis)، یک سرده از پرندگان بی‌پرواز بزرگ منقرض‌شده‌است که در اواخر دوره پالئوسن و ائوسن از دوران سنوزوییک زندگی می‌کردند. در حال حاضر تصور می‌شود که این سردهٔ شامل سه یا چهار گونه مجزا است که از بقایای فسیلی ناقص که در غرب اروپای مرکزی (انگلیس، بلژیک، فرانسه و آلمان) یافت می‌شود، شناخته شده‌است. نمونه‌های کامل‌تری از گونه چهارم آمریکای شمالی که در گذشته در سردهٔ متمایز کهن‌زمین‌کاو (نام علمی: Diatryma) طبقه‌بندی شده بود، شناخته شده‌است. اکنون بسیاری از دانشمندان Diatryma را آن اندازه شبیه سایر گونه‌های سهمگین‌مرغ می‌دانند که باید در همان سرده قرار داد. گونه پنجم، که در گذشته در سردهٔ خود طبقه‌بندی شده بود، از چین شناخته شده‌است.
گونه‌های سهمگین‌مرغ پرندگان بسیار بزرگی بودند و به‌طور سنتی به عنوان شکارچی پستانداران کوچک در نظر گرفته می‌شدند. با این حال، چندین خط از شواهد، از جمله نبود پنجه‌های قلابدار در ردپاهای شناخته‌شده سهمگین‌مرغ و مطالعه ساختار نوک آنها، باعث شده‌است که دانشمندان دوباره تفسیر کنند که این پرندگان را به عنوان گیاه خوارانی که احتمالاً از مواد گیاهی و دانه‌های سخت تغذیه می‌کنند.
سهمگین‌مرغ از مقدار زیادی بقایای فسیلی شناخته شده‌است، اما واضح‌ترین تصویر از این پرنده از چند نمونه تقریباً کامل از گونه G. gigantea به دست می‌آید. اینها عموماً پرندگان بسیار بزرگی بودند، با نوک بزرگ و جمجمه‌های عظیم که در ظاهر شبیه به «پرندگان وحشت» گوشتخوار آمریکای جنوبی (هراس‌مرغانphorusrhacids) بودند. بزرگترین گونه شناخته‌شده، G. gigantea می‌تواند به اندازه بزرگترین موآها رشد کند و به حدود ۲ متر (۶ فوت ۷ اینچ) در حداکثر ارتفاع برسد.
یک نسخه ساده شده از درخت خانواده که توسط آگنولین و همکارانش دریافت شد و در سال ۲۰۰۷ بازتولید شده‌است.
سنگواره‌های سهمگین‌مرغ از سراسر اروپای غربی، غرب ایالات متحده و چین مرکزی شناخته شده‌است. اولین فسیل‌های (پالئوسن) همگی از اروپا آمده‌اند و به احتمال زیاد این سرده از آنجا سرچشمه گرفته‌است. اروپا در این دوره یک قاره جزیره‌ای بود و سهمگین‌مرغ بزرگترین چهاراندام خشکی زمین بود. این پرنده شبیه فیل‌مرغان مالاگاسی است، پرندگان گیاهخواری که به‌طور مشابه، علیرغم فون بزرگ پستانداران بزرگ آن، بزرگترین جانوران در خشکی جدا افتاده ماداگاسکار بودند.

## رژیم غذایی
به‌طور سنتی گونه‌های سهمگین‌مرغ به عنوان شکارچی پستانداران کوچک شناخته می‌شوند اما پژوهش‌های اخیر نشان می‌دهند که این جانوران به احتمال زیاد گیاه‌خوار بوده‌اند. برای نمونه شکل نوک و پنجه‌های گاستون‌مرغ که برخلاف پرندگان گوشت‌خوار حالت قلاب‌مانند نداشته‌اند. همچنین بررسی ایزوتوپ‌های کلسیم در استخوان‌های سهمگین‌مرغ و مقایسه آن با پرندگان و دایناسورهای گوشت‌خوار منقرض‌شده‌ای همچون تیرانوسور به گیاه‌خوار بودن این پرنده دلالت می‌کنند.

## انقراض
به‌طور سنتی رقابت سهمگین‌مرغ با پستانداران بزرگ به عنوان عامل انقراض آن معرفی می‌شود اما با توجه به این موضوع که سهمگین‌مرغ با برخی پستانداران بزرگ همزیستی داشته‌است؛ بنابراین ممکن است این جانور در اثر پیامدهای پدیده حداکثر حرارتی پالئوسن-ائوسن از میان رفته باشد.

## نگارخانه

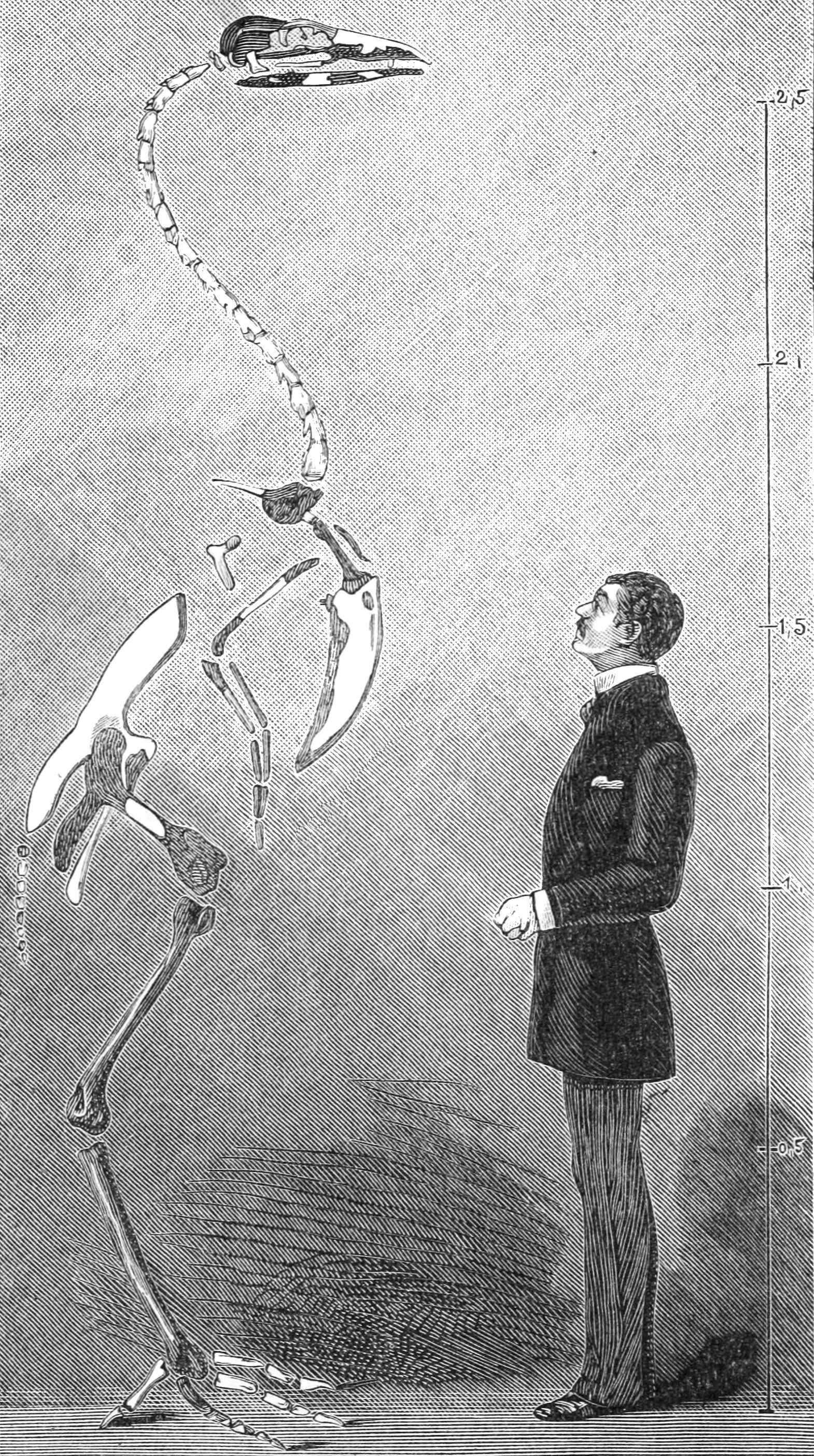
تصویر نادرست لموئین از G. eduardsii (now G. parisiensis) در سال ۱۸۸۱
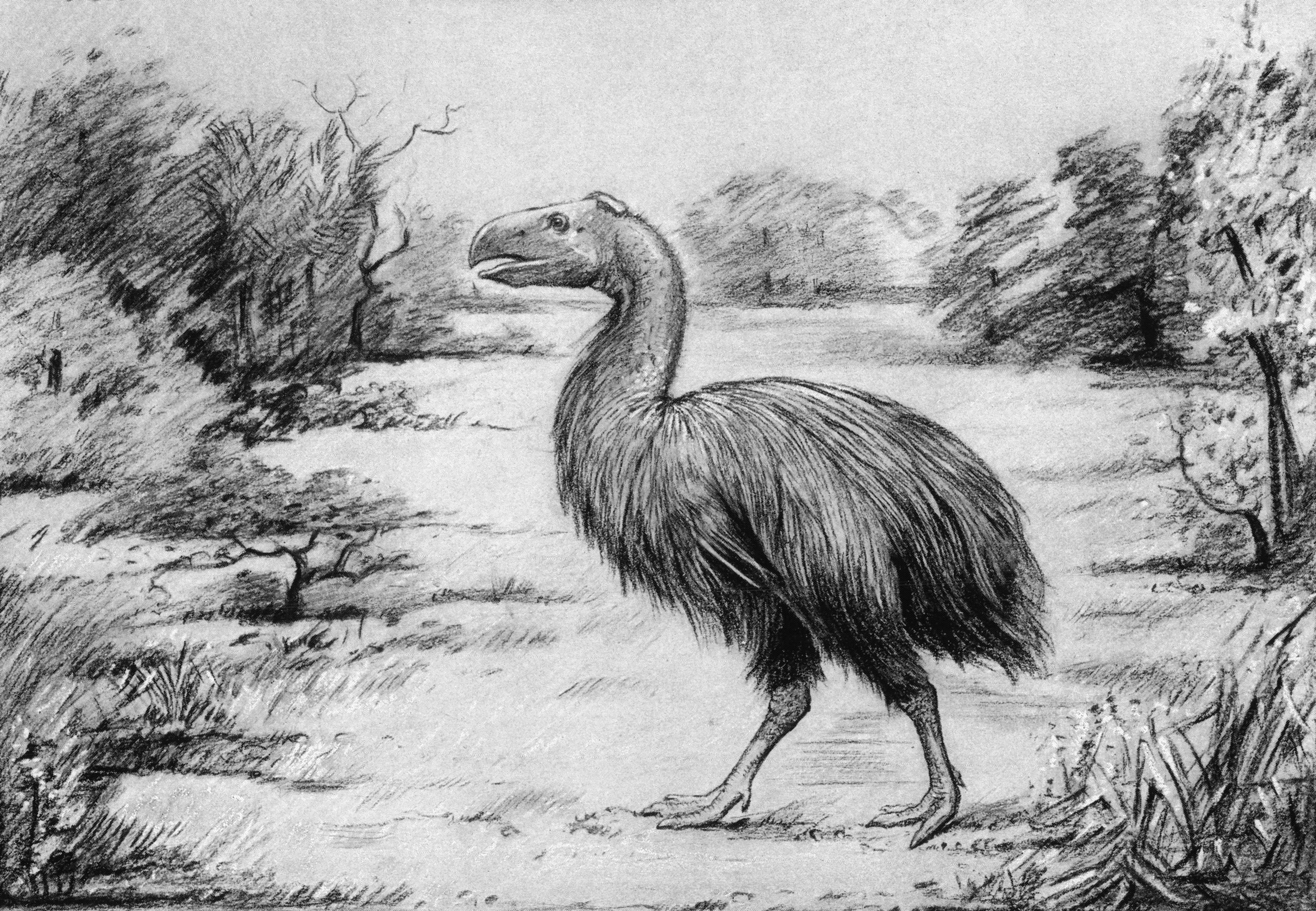
بازسازی G. steini (در حال حاضر G. gigantea ) با پوشش منسوخ شده و شبیه بی‌پروازها ، ۱۹۱۷
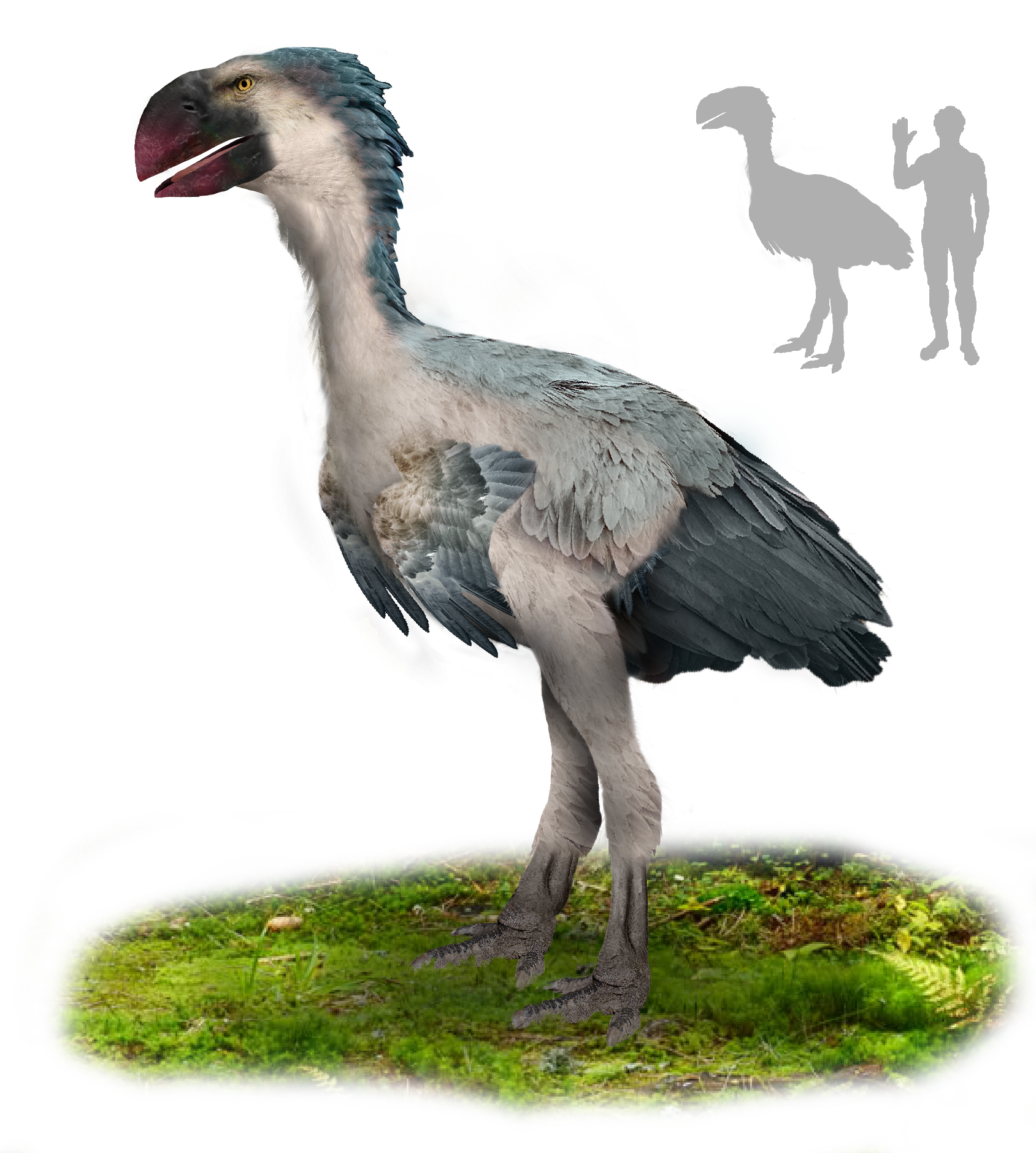
اندازه مقایسه‌ای و شکل بازسازی‌شده
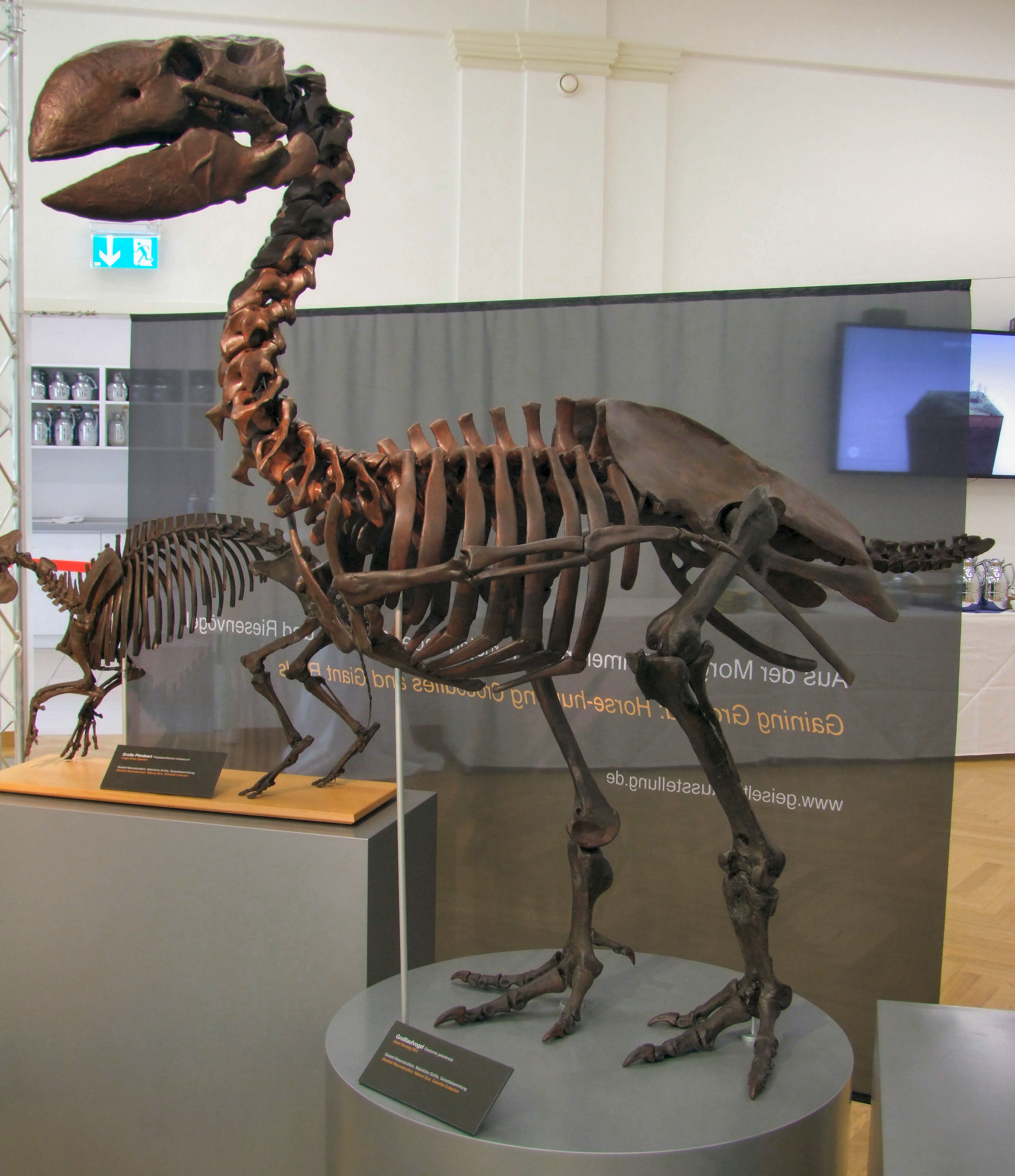
اسکلت G.geiselensis بازسازی‌شده
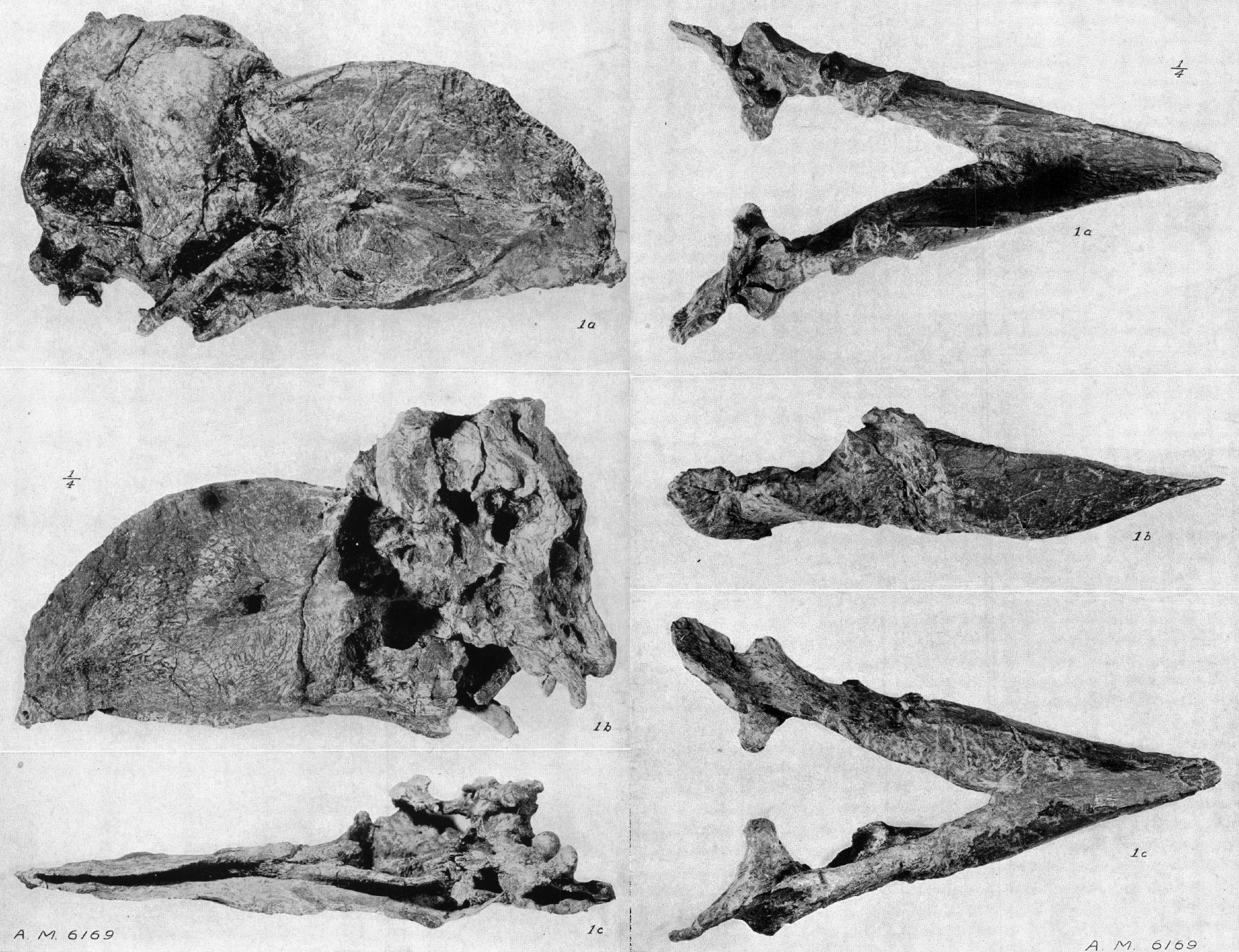
جمجمه و فک پایین نمونه G. gigantea AMNH 6169
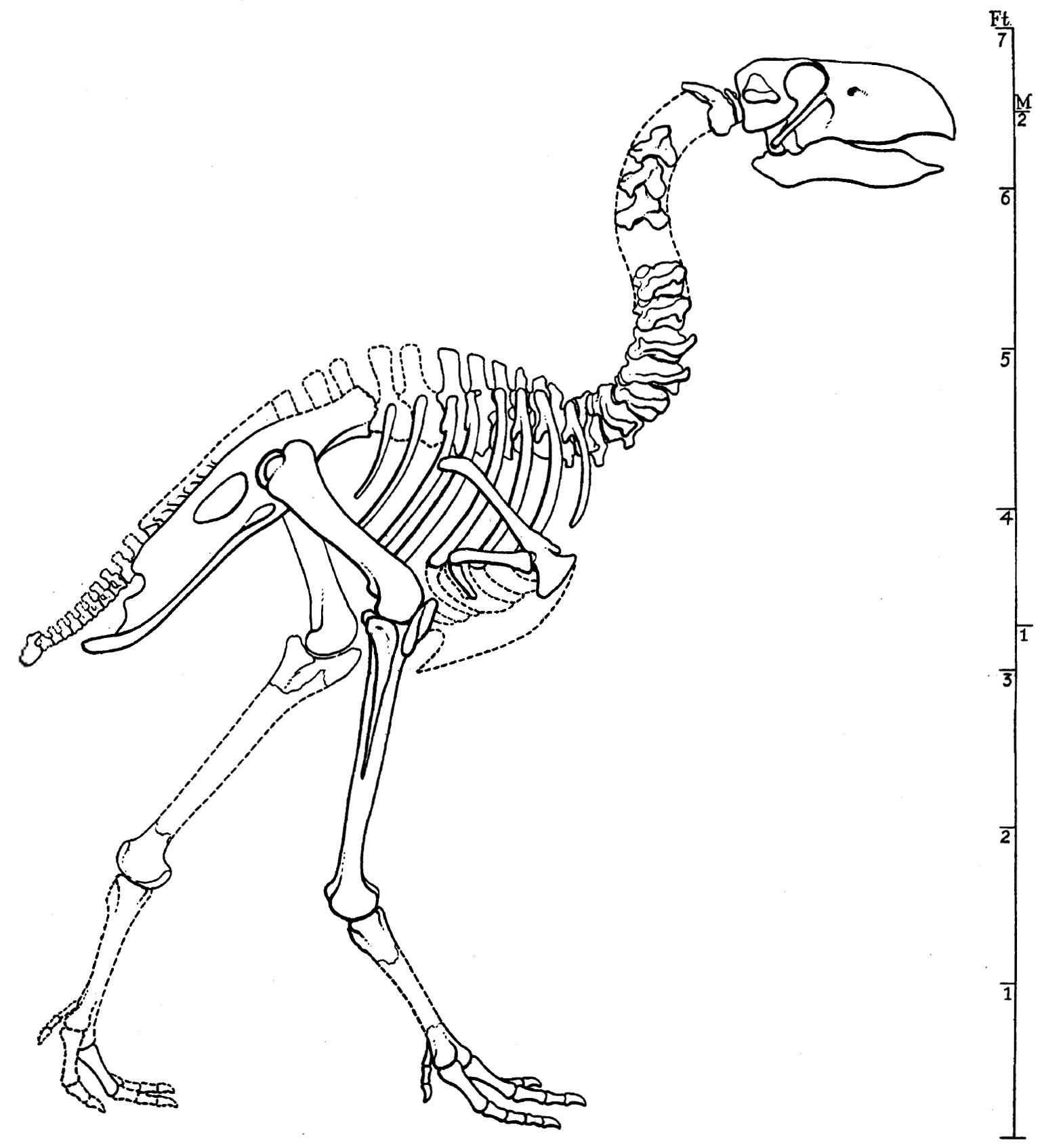
ترمیم اسکلتی G. gigantea
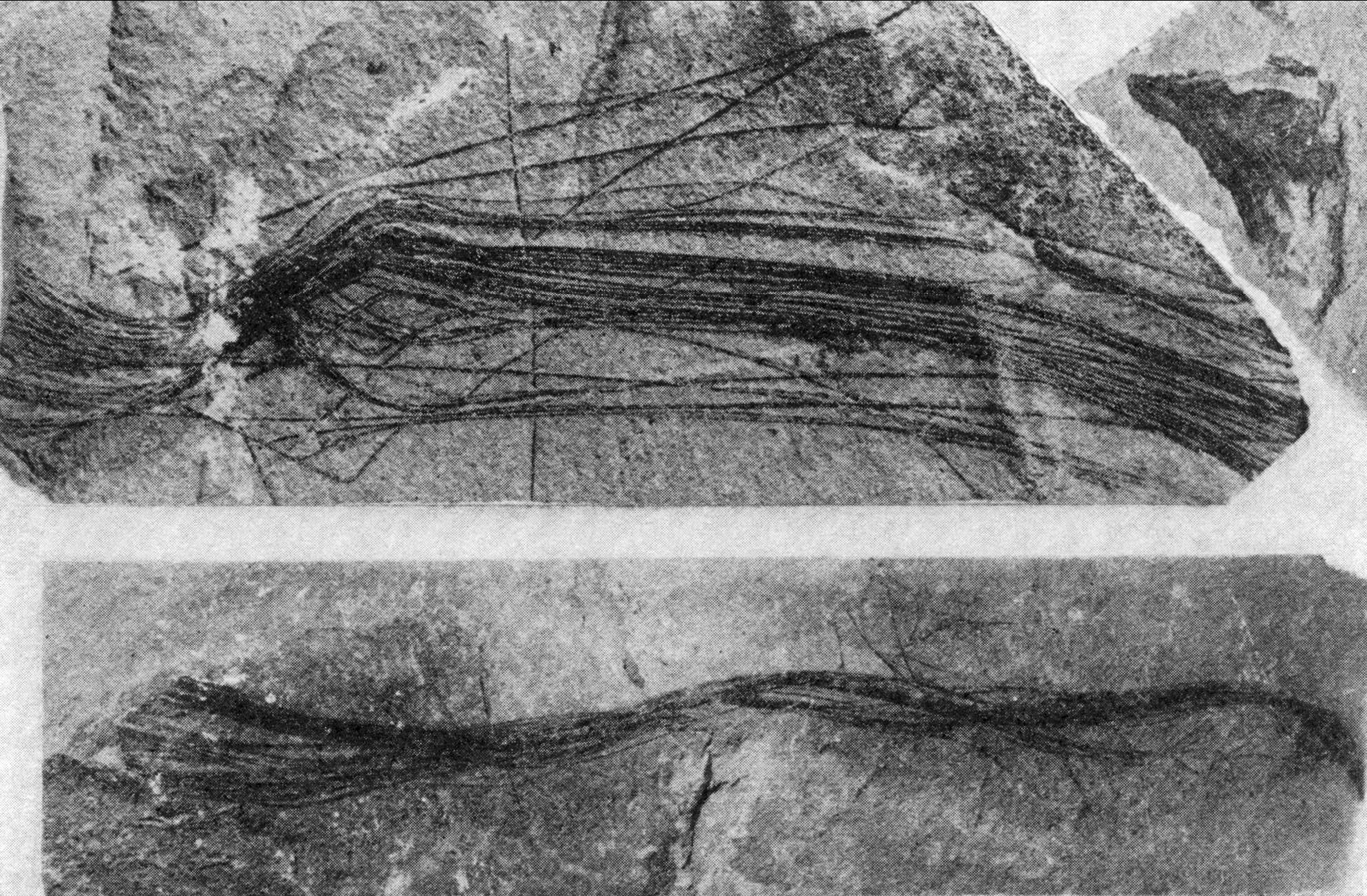
پرهای پیش‌فرض سهمگین مرغ که مشخص شد مواد گیاهی هستند.
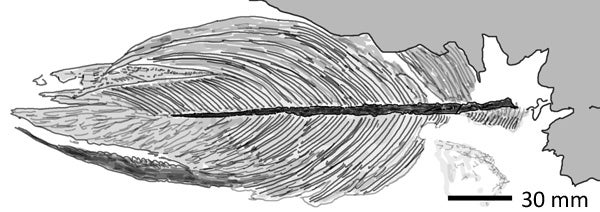
ترسیم پر احتمالی سهمگین‌مرغ از سازند رودخانه سبز توسط دارن نیش
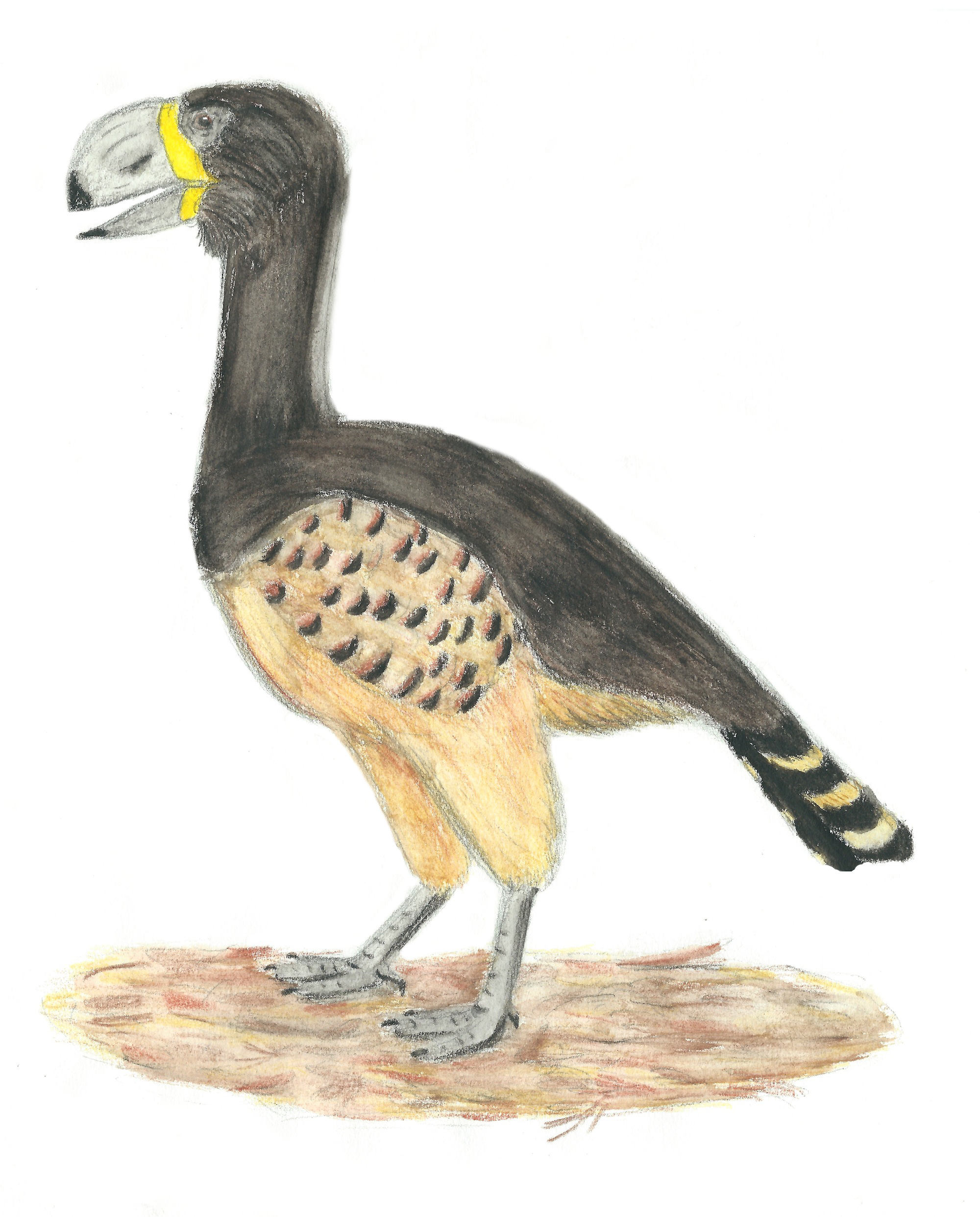
احیای حیات G. gigantea ، گونه‌ای که در آمریکای شمالی یافت شد.